# Aka Hansen
Aka Hansen (født 1987 i Aarhus) er en dansk-grønlandsk filmproducent og instruktør.
Aka Hansen studerede på den alternative Super16-filmskole (2015-18) i Nordisk Films studie i Valby. I Grønland arbejdede hun med film og tv fra 2008 til 2014. Der grundlagde hun produktionsselskabet Tumit sammen med Malik Kleist. Hansen flyttede til København i 2014 og oprettede sit nuværende filmproduktionsselskab Uilu Stories og har siden da deltaget i forskellige nordeuropæiske filmfestivaler med sine dokumentarer Green Land, STG og Half&half. Half&half blev også præsenteret på Berlinalen 2017 og senere samme år på den oprindelige folks filmfestival ImagineNATIVe i Canada. Hansen har de seneste år primært arbejdet med dokumentar og tv-udsendelser til grønlandsk tv, KNR. Her har hun lavet ti programmer af portrætserien om grønlændere bosiddende i Danmark, "Inuk Ilisaritillugu" og tre udsendelser om juridisk faderløse "Ataataqanngitsut".

## Filmografi
- som producent:
  - Hinnarik Sinnatunilu ("Henrik og hans drøm", komedie, grønlandsk / dansk, 2011 - den første film, der er helt produceret af grønlændere)
  - Qaqqat Alanngui ("Den mørke side af bjergene", rædselfilm, grønlandsk / dansk, 2011) [2]
  - Polar (Science Fiction- serie, Grønland 2017)[3]
  - Blåt Lys (afgangsfilm fra Super16, musikal, Danmark 2018)
- som producent og instruktør:
  - Green Land (2009, grønlandsk, dansk)
  - Half&Half (2014, grønlandsk/dansk)
  - STG (2016)
  - Life is Hilarious (2020, grønlandsk/engelsk)som producent og instruktør:

## Weblink
- Aka Hansen: Cirkumpolar biograf. Interview på inuitartfoundation.org , 6. August 2019
- Uilu Stories på vimeo